# 隆林各族自治县
隆林各族自治县是中国广西壮族自治区百色市所辖的一个自治县。该县位于广西西北部，地处云南、贵州、广西交界处，属云贵高原东南边缘。1953年建立隆林各族（苗、彝、仡佬）自治縣。总面积为3542平方公里，自治縣的少数民族人口约占80%。自治縣政府駐新州鎮民權街200號。

## 历史
清朝时设置西隆州。
康熙五年（1666年）改安隆长官司置。属思恩府。
雍正十二年（1734年）升为西隆直隶州，属广西省。
乾隆七年（1742年）降属泗城府。
1912年改称西隆县。

## 人口
根據第七次人口普查數據，截至2020年11月1日零時，隆林各族自治縣常住人口為350765人。

## 行政区划
隆林各族自治县下辖6个镇、10个乡：
新州镇、桠杈镇、天生桥镇、平班镇、德峨镇、隆或镇、沙梨乡、者保乡、者浪乡、革步乡、金钟山乡、猪场乡、蛇场乡、克长乡、岩茶乡和介廷乡。

## 自然条件
- 隆林地处山区，年平均气温19.1度，年降雨量1144.6毫米，属亚热带气候区。
- 盛产桐油、木耳等农林土产及中药材。
- 金属矿藏以锑和黄金为富。

## 经济条件
- 隆林经济以资源加工业为主，随着界河红水河上天生桥一、二级特大型水电站的建设，当地可以能源优势发展相关产业。
- 交通有 246国道、 324国道过境， 汕昆高速从县内经过。